# إسماعيل شفيعي سروستاني
إسماعیل شفیعي سروستاني (1958 -) هو کاتب، صحفي وباحث إیرانی.

## حياته ونشأته
وُلد إسماعیل شفیعي سروستاني عام 1958 للمیلاد في مدینة شيراز وهو کاتب، صحفي وباحث في مجال المهدویة ایرانی وله أبحاث في مجال علم الغرب والأدب الفارسي والدراسات الثقافیة والدراسات المهدویة وعلم آخرالزمان وحتی الآن تم نشر أکثر من 800 مقال و30 کتاب وأکثر من مائة رسالة علمیة في مختلف المجالات.

## السیرة الذاتیة
أمضی جزءاً کبیراً من حیاته في التدریس والتعلیم. بعد أن بلغ السابع عشر من العمر ذهب باعتباره معلماً إلی القری الواقعة في ضواحي محافظة فارس جنوبي إیران وعندما بلغ السابع عشر من العمر بدأ بإلقاء الدروس کمعلم في المدارس الابتدائیة والمتوسطة. في تلک اللأیام کان مدیرا للمدرسة وفي نفس الوقت معلما وحتی مشرفا.
إنه دوما یعرب عن ارتیاحه البالغ لأنه أمضی فترة المراهقة وجزءا من شبابه في ورشة الخراطة ومصنع أدوات الزراعة إلی جانب خاله. إن مجالسة ومرافقة العمال وهم أبسط شرائح المجتمع وفرت له مجالا لکي یدرک ظروف حیاة الناس العامة وأن یتناغم معهم ویدرک ضرورة تقدیم الخدمات لهم وعلاوة علی ذلک قد جرب المهن البسیطة الأخری.
قد أبعدته مواصلة الدراسة عن عائلته ومسقط رأسه أکثر من 1500 کلم عندما کان في الخامس عشر من عمره، إن الدراسة في دارالمعلمین الابتدائیة کانت مقدمة له لکي یدخل في مسار التعلیم والتدریس والأنشطة الثقافیة إلی الأبد وقد توجه إلی مدینة دامغان وذلک وفقا لوصیة والده وعمه اللذین أمضیا سنوات طویلة في التدریس. إن هذا الابتعاد المبکر من المنزل أدی دورا هاما في مستقبل حیاته الثقافیة.
إنه وبعد أن تخرج من دارالمعلمین وقد اجتاز جمیع المراحل العلمیة والدراسیة وهو یمارس الأعمال والأنشطة التعلیمیة والبحثیة أیضا.
إن نیل الشهادة الثانویة في دارالمعلمین وفر له الفرصة لکي ینال الشهادة الثانویة في جمیع الفروع الدراسیه الثلاثة في المدارس الثانویة آنذاک وإنه أحرز الشهادة الثانویة الثانیة عام 1977 للمیلاد في فرع العلوم الطبیعیة في مدرسة نمازي الثانویة ومن ثم بدأ فورا الدراسة في فرع الإلکتروتکنیک في معهد التکنولوجیا في شیراز وتخرج في هذا الفرع کطالب ممتاز.
وأمضی سنین من حیاته في التدریس في المعهد الفني ونظرا لاکتسابه الرتبة العالیة کان بإمکانه أن یواصل الدراسة في فرع الالکتروتکنیک خارج البلاد لکنه بسبب حبه وانتمائه إلی الثقافة والأدب والمعرفة هیّأ نفسه لکي یواصل الدراسة في فرع آخر ولهذا تلبس بزي طالب فرع اللغة والأدب الفارسي. الفرع الذی أدی به إلی جامعات کرمان وشیراز وأخیرا مدینة طهران.
یذکر شفیعي دوما السنین الطویلة التی أمضاها في الجامعة باعتبارها السنین قلیلة الفائدة والمتلفة للوقت والتي أدت إلی الخلط والتشویش الفکري والثقافي في نفسه وإن ما لدیه من العلم والمعرفة جاءت نتیجة لمساعیه ودراساته المستقلة والحرة.
أوّل ما ألّف هو کتاب «إعادة قراءة کلیلة ودمنة» وهو تلخیص فني مرفق بترجمة العبارات المعقدة لهذا الأثر الأدبي العریق وهو في السنة الثانیة من الدراسة في فرع اللغة والأدب الفارسی في جامعة شیراز.
إن اُنس وعلاقة شفیعي سروستاني بحوزات العلوم الدینیة استقطبته إلی مجالس وعظ وخطب آیة الله سید عبد الحسين دستغیب الشیرازي ونتیجة لهذه العلاقة الوطیدة قدم أبحاث في الآثار الاخلاقیة والدینیة تم نشرها في مجموعة تحتوي علی عشرة مجلدات وقام بإعادة دراسة وتدوین آثار الشهید دستغیب تحت عناوین الحسد والکذب والتفکر والإخلاص والانفاق والتوبة وما شابه ذلک مما تم إعادة طبعها في إیران مرات عدیدة.
ویعتبر شفیعي سروستاني الشهید آیة الله سید عبد الحسين دستغیب معلما للأخلاق کان له تاثیرا کبیرا في حیاته.
وفي هذا السیاق قال سروستاني: "إن الأشیاء التي کنت أبحث عنها لم أجدها في الجامعة ولهذا وضعت الدراسة الرسمیة إلی جانب الدراسات الثقافیة الجادة وهذا الظمأ جعل مني مسافراً دائماً بین شیراز وطهران وسائر المدن وجعلني أن أکون دائما جلیسا لأهل العلم والفکر وأن أستفید من الأساتذة الذین کنت أستأنس بالحدیث معهم وکانت تربطني بهم علاقة وثیقة.
إن مجالسة الأساتذة والمتفکرین الکبار ودراساته الجادة في مجال «الغرب والیهود» صنعت منه بعد فترة قلیلة باحثا وکاتبا شهیرا في هذا المجال وإضافة إلی هذه الأمور قد تعلم فنونا أخری عندما کان فارغ البال.
تعلم فن التصویر عند أحد الأساتذة الکبار في هذا الفرع وهو الاستاذ «جهره نکار» والذي یعتبر من أقدم المصورین في ایران وتعلم کتابة خط «نستعلیق» عند الأستاذ «دیرین» والأستاذ «مجید».
وکان شفیعي مسؤولا لسنین متوالیة لشؤون المکتبات لإدارة التعلیم والتربیة في محافظة فارس وبعدها تولی مسؤولیة الشؤون السمعیة والبصریة والسینما. إن الأحداث التي توالت علیه عندما کان مسؤولا ثقافیا في شیراز منعته من البقاء في هذه المدینة. إن التعامل السي ء لأصحاب المناصب والرئاسة کان له تاثیراً ایضاً في هذه الهجرة. إن نفسه وروحه المجاهدة لم تسمح له بالبقاء في شیراز.
إن الأبحاث والدراسات المتتالیة حول أدب الأطفال والمراهقین منذ عام 1980 وحتی عام 1985 للمیلاد صنعت منه باحثا وناقدا جادا في هذا المجال.
وبحسب ما قال فانه قام بنقد ودراسة أکثر من 5000 کتاب خاص للأطفال والمراهقین في إیران. إنه عندما کان ناشطا باعتباره خبیرا ثقافیا ومدرسا في مراکز دار المعلمین قام بطبع ونشر کراساته الناقدة وقام بتدریسهم أسلوب النقد خلال العدید من الفترات.
في المرة الأولی التي التقی فیها بالشهید باهنر الذي کان آنذاک وزیرا للتعلیم والتربیة کان قد أنجز رسوما متحرکة خاصة للأطفال.
هذا اللقاء ووصیة الشهید باهنر وفرا فرصة جیدة لکي یأتي شفیعي سروستاني إلی طهران وأن ینفصل إلی الأبد عن مسقط رأسه وقد أنشأ في طهران مجموعة عمل خاصة للدراسة حول أدب الأطفال والمراهقین ومع عدد من أصدقائه قام بجمع جمیع الآثار الماضیة ونقدها ودراستها لکنه مع الأسف کان هناک العدید من العوامل قد اجتمعت معا لکي تخیب أمله لإنشاء مؤسسة لتحسین الأوضاع السیئة للأدب الخاص بالأطفال والمراهقین في إیران وقد فقد جمیع ما یمتلک من الأموال في هذا المجال لکن هذه الهزیمة وسائر الهزائم زادت من عزمه الجاد لکي یواصل الدراسة الثقافیة ومساعیه الدؤوبة.
إنه یقول: «بدأت سبع مرات مسارا جدیدا فی حیاتی منذ البدایة وقمت بشکل فاعل بأعمال ثقافیة ودراسة في مجال العلوم الانسانیة في خمسه عشره منظمة ومؤسسة.» لکن عدم وجود استراتیجیة خاصة وسیاسة ثقافیة مدونة إلی جانب تبدیل المدراء والقوانین في الأجهزة الثقافیة بشکل متتالي لم یترک مجالا للقیام بتدابیر وإجراءات أساسیة.
یمکن لنا تلخیص الأنشطة الثقافیة له علی الشکل التالي:
1 - التدریس
انه یعتبر الطبشور والسبورة والصف والمدرسة من أجمل الأشیاء لدیه في حیاته.وقال هو في هذا المجال: «عندما أدخل في الصف أنسی جمیع الأشیاء ویکون همي الوحید هو نقل المعلومات إلی المستمع المستعد.»
قام شفیعي بتعلیم وتدریس التلامیذ والطلاب في مختلف المراحل الدراسیة من المدرسة الابتدائیة وحتی الجامعة وکان حاضرا في المدارس الابتدائیة والمتوسطة والمعهد الفني ومرکز دارالفنون لإنشاء المعلمین منذ أن کان شابا وحتی أن أصبح رجلا بالغا حوالي ثلاثین عاما إلی جانب الانشطة الأخرى له.
انه کان یلقي الدروس فترة سبع سنوات باعتباره عضواً للهیئة العلمیة في الجامعة.
2 – الصحافة والمطبوعات
والتحق إسماعیل شفیعي سروستاني عام 1991 للمیلاد إلی مؤسسة کیهان وهي مجموعة صحافیة کبیرة وبدأ نشاطه باعتباره «کبیر الکُتاب» لهذه المؤسسة ومن ثم المسؤول عن قسم الثقافة والمعارف وکتب بعد ثلاثة عشرة عاما من المساعي الدؤوبة مئات المقالات البحثیة وتم نشرها جمیعا.
وخلال السنوات التي کان یعمل في مجموعة کیهان الصحافیة کان لهذه المؤسسة دورا هاما في مجال الصحافة والتطورات الاجتماعیة والثقافیة والسیاسیة في البلاد.
أول مجموعة من المقالات التي تم نشرها من قبل شفیعي سروستاني تحت عنوان «طفل تنویر الأفکار المشوه بدأ بالمشي» والتي اهتم بها النشطاء الثقافیین والشباب.
وقد أقبل الشباب المتدینیین خلال هذه السنوات بحماس إلی قراءة مجموعة مقالاته.
إن الصحفیین المسلمین یعتبرونه صحافیا شهیرا وصاحب رأي قد مارس مهنة الصحافة أکثر من 25 عام.
إضافة إلی کیهان فإن آثاره المکتوبة تم نشرها في الکثیر من الصحف الإیرانیة مثل «رسالت»‘و«جمهوري» و«همشهري» والمجلات والمواقع الأخرى ولهذا تم اختیاره کعضو في هیئة التحکیم في المعارض السنویة للصحافة في البلاد لاختیار الآثار الممتازة.
إن آثار شفیعي سروستاني المکتوبة في السنوات المختلفة والعدید من المواضیع الثقافیة والأدبیة والاجتماعیة نالت العدید من الجوائز.
3 – إلقاء المحاضرات
یمکن لنا أن نعتبر شفیعي باعتباره خطیبا شهیرا في ایران في مجال الدراسات الثقافیة والمهدویة. قلما نجد جامعة في المدن الایرانیة الکبیرة لم یلق فیها شفیعي سروستاني المحاضرات وإلقاء حوالي ألف محاضرة له تؤکد هذا الأمر.
لعل الکثیر من الشباب قد سمعوا هذا الکلام منه الذي قال فیه: «لاینبغي للمحاضر أن یتحدث إلا وقد کتب کتابا حول موضوع محاضرته أو هو مستعد لکتابة مثل هذا الکتاب.»
قد تم نشر العشرات من محاضراته من خلال الأقراص المضغوطة إلی الآن.
4 – الحضور في البرامج الإذاعیة والمتلفزة
قد استفادت الکثیر من البرامج المتلفزة خلال السنوات المدیدة من حضوره ومن ضمنها «عطر عاشقی» (شمیم الحب).
5 – مؤسسة موعود عصر الثقافیة
قد أسس مؤسسة موعود الثقافیة عام 1995 للمیلاد وهي مؤسسة للطبع والنشر والبحث والمعلومات. موعود هي أول مؤسسة ثقافیة مهدویة والتي نشرت أول مجلة رسمیة في هذا المجال وتم نشرها في إیران باسم الامام الحجة علیه السلام.
إن نشر مجلتي موعود وموعود جوان والکتب في مجال الدراسات الثقافیة والمهدویة وإنتاج الأقراص المضغوطة وتدشین موقعي «موعود» و«مستور» هي جزء من الأنشطة التي تقوم بها هذه المؤسسة.
إن تألیف ونشر موسوعة «موعود آخر الزمان» هي إحدی الانتاجات لمؤسسة مهدوي الثقافیة.
ویعتبر شفیعي رئیس تحریر ومدیر مسؤول لمجلتي «موعود» و«موعود الفتی» وانه یشرف مباشرة علی موسوعة موعود آخر الزمان.
إن هذه المؤسسة هي من أکبر المؤسسات الثقافیة المهدویة في البلاد وقد اجتازت خطوات کبیرة في مجال نشر الثقافة المهدویة.

## الآثار المنتشرة
1. موسوعة موعود آخر الزمان والتي تم نشر 8 مجلدات منها حتى الآن.
2. من هنا حتی الدولة الکریمة
3. استراتیجیة الانتظار
4. قصة ریاضة الغرب
5. نقد مبادیء العلوم الحدیثة
6. التفکر والثقافة والأدب والحضارة
7. الولادة الجدیدة لحمید
8. حظ التراب (حکایة الرحلة)
9. المثلث المقدس (أسرار عداوة الغرب للإسلام والمسلمین)
10. کان ما کان (المسودات اللیلیة)
11. تدریب البطولة
12. شمیم المحبة
13. دور التنویر
14. الجاهلیة الحدیثة
15. السؤال عن الغرب
16. الغرب وآخر الزمان
17. مرکز العلم في أراضي المواجهة في واقعة الظهور الشریفة، مجلدین
18. القوم المختار (دور إیران والإیرانیین في واقعة الظهور الشریفة)
19. المسیحیون الصهاینة وأدائهم في الشرق الإسلامي
20. اللامبالاة الثقافیة
21. سري مباشرة (ما ینبغي للشباب أن لایقرؤونه)
22. متزلزل ولزج کالهلام (دراسة حول أسلوب حیاتنا)
23. سلسلات غیرمرئیة (الأزمة الشاملة للشرق الإسلامي والعالم ذو الحکومة الوحیدة)
24. من قمة عاشوراء إلی بحر الظهور (زیارة معنی الحیاة في عصر الغیبة)
25. التاریخ الثقافي لقبیلة الرحمة (الخریطة العامة الإلهیة في دعاء الندبة)
26. مفتاح مخزن الأشیاء الثمینة (کشف الأبیات لخمسة النظامی)
27. معرفة الاستکبار وأدائه الحالي في العالم
28. التاریخ الثقافي لقبیلة اللعنة (قید التألیف)

## الآثار العربیة
1. الولادة الجدیدة لحمید
2. المثلث المقدّس (أسرار عداوة الغرب للإسلام والمسلمین)
3. الجاهلیة العصریة فی مواجهة إمام العصر
4. الغرب وآخرالزّمان
5. السؤال عن الغرب
6. التفکّر، الثقافة والحضارة
7. مقدّمة لنقد مبادیء العلوم الجدیدة